# 전위 (재료과학)
전위(轉位, Dislocation)는 일정한 결정 구조를 갖는 물질내에서 전단응력에 의해 원자의 배열이 어긋난 선형의 결함으로 그 선을 전위선이라고 하며, 주변 원자에 격자 뒤틀림을 유발한다. 하나의 전위에 의해 발생하는 변형량을 버거스 벡터(Burgers vector, b)라고 하며 그 크기는 보통 원자 하나 정도이다.

## 종류
칼날전위 (edge dislocation)버거스 벡터의 방향과 전위선의 방향이 수직인 전위로 인상전위, 쐐기전위라고도 한다.
나선전위 (screw dislocation)버거스 벡터의 방향과 전위선의 방향이 수평인 전위이다.
혼합전위 (mixed dislocation)칼날전위와 나선전위가 혼합된 형태이다.

## 관찰
전위를 관찰하는 데에는 크게 4가지 방법이 있는데
표면처리법전위는 높은 에너지를 갖기 때문에 표면을 부식시키면 주변보다 더 쉽게 부식되어 현미경으로 관찰할 수 있다.
장식법전위선을 따라서 석출물을 생기게하여 현미경으로 관찰할 수 있다.
TEM(투과전자현미경)높은 전압으로 가속시킨 전자를 재료에 쏴서 투과된 전자선을 전자렌즈로 확대하여 관찰한다.
X-ray 회절재료에 X선을 쏘면 전위 주변의 격자 뒤틀림에 의해 회절이 일어나게 되고 그로 인해 전위가 관찰된다.
1. ↑  Hull, Bacon, Derek, Bacon (2011년 2월 18일). 《Introduction to Dislocations》. 1쪽.